# Flotte Weser
Die Flotte Weser GmbH & Co. KG ist ein deutsches Binnenschifffahrtsunternehmen mit Sitz in Nienburg/Weser.

## Allgemeines
Mit sieben Fahrgastschiffen werden Ausflugsfahrten auf der Weser angeboten. Das Fahrtgebiet erstreckt sich auf der Weser zwischen Bad Karlshafen und der Bremer Schlachte sowie auf der Aller bis Verden. Für den Bereich der Mittelweser ist ein Schifffahrtsbüro in Nienburg und für den Bereich des Weserberglands ein Schifffahrtsbüro in Hameln zuständig.
Die Schiffe verkehren in der Sommersaison nach einem festen Fahrplan. Darüber hinaus werden ganzjährig Sonderfahrten und Fahrten zu besonderen Anlässen angeboten. Die Schiffe können auch gechartert werden.

## Flotte
Die aktuelle Flotte besteht aus folgenden Fahrgastschiffen:
| Name         | Baujahr | ENI      | Länge   | Passagiere | Standort       | Bild         |
| ------------ | ------- | -------- | ------- | ---------- | -------------- | ------------ |
| Bremen       | 1972    | 04803690 | 28,80 m | 250        | Bremen         |              |
| Karlshafen   | 1970    | 05500950 | 51,20 m | 400        | Bodenwerder    | Bild gesucht |
| Hameln       | 1967    | 05500260 | 46,00 m | 396        | Hameln         |              |
| Stadt Verden | 1981    | 04033250 | 28,50 m | 250        | Verden         |              |
| Höxter       | 1980    | 05501090 | 54,00 m | 600        | Bad Karlshafen |              |
| Holzminden   | 1978    | 05500620 | 47,00 m | 400        | Hameln         |              |

Ehemalige Fahrgastschiffe der Flotte:
| Name        | Baujahr | ENI      | Länge   | Passagiere | Standort | Zugang | Abgang | Bild |
| ----------- | ------- | -------- | ------- | ---------- | -------- | ------ | ------ | ---- |
| Dornröschen | 1969    | 05500830 | 27,00 m | 150        | Hameln   | 2004   | 2020   |      |